# Fotografía (Lied)
Fotográfia ist ein Lied des kolumbianischen Sängers, Liedtexters und Gitarristen Juanes aus dem Jahr 2002, in Zusammenarbeit mit der portugiesisch-kanadischen Popsängerin Nelly Furtado.

## Entstehung und Veröffentlichung
Das Lied wurde vom Interpreten Juanes geschrieben, komponiert und produziert. Bei der Produktion wurde er von Gustavo Santaolalla unterstützt.
Die Erstveröffentlichung von Fotográfia erfolgte als Teil von Juanes’ zweitem Studioalbum Un día normal am 21. Mai 2002. Am 28. April 2003 erschien das Lied erstmals als Single aus dem Album.
Das dazugehörige Musikvideo entstand unter der Regie von Picky Talarico. Es wurde im Oktober 2009 offiziell auf YouTube hochgeladen und zählte bis September 2023 über 107 Millionen Aufrufe.

## Kommerzieller Erfolg

### Chartplatzierungen
| ChartsChartplatzierungen             | Höchstplatzierung | Wochen |
| ------------------------------------ | ----------------- | ------ |
| Vereinigte Staaten (Billboard Latin) | 1 (31 Wo.)        | 31     |

### Auszeichnungen für Musikverkäufe
| Land/Region               | Auszeichnungen für Musikverkäufe (Land/Region, Auszeichnung, Verkäufe) | Verkäufe |
| ------------------------- | ---------------------------------------------------------------------- | -------- |
| Spanien (Promusicae)      | Gold                                                                   | 30.000   |
| Vereinigte Staaten (RIAA) | 6× Platin                                                              | 360.000  |
| Insgesamt                 | 1× Gold · 6× Platin ·                                                  | 390.000  |

Hauptartikel: Nelly Furtado/Auszeichnungen für Musikverkäufe